# Верхня Турга
Верхня Турга́ (рос. Верхняя Турга) — село у складі Олов'яннинського району Забайкальського краю, Росія. Входить до складу Тургинського сільського поселення.

## Історія
Село утворено 2014 року шляхом виділення із села Турга.